# 11571 Daens
11571 Daens (1993 OR8) là một tiểu hành tinh vành đai chính được phát hiện ngày 20 tháng 7 năm 1993 bởi E. W. Elst ở Đài thiên văn Nam Âu. According to the Jet Propulsion Laboratory database, Tiểu hành tinh named after Adolf Daens, a Flemish priest known for his socio-political involvement featured in the film Daens.